# Сен-Леже (Бельгия)
Сен-Леже́, или Сен-Леже́-ан-Гом (фр. Saint-Léger / Saint-Léger-en-Gaume, валлон. Sint-Ldjir-e-Gåme / Sint-Ldjir / Sié-Ldjî, люкс. Silljes / Zieljhee) — коммуна в Валлонии, расположенная в провинции Люксембург, округ Виртон. Принадлежит Французскому языковому сообществу Бельгии. На площади 35,86 км² проживают 3182 человека (плотность населения — 89 чел./км²), из которых 49,65 % — мужчины и 50,35 % — женщины. Средний годовой доход на душу населения в 2003 году составлял 13 624 евро.
Почтовый код: 6747. Телефонный код: 063.